# Image (SCANDALの曲)
「Image」（イメージ）は、SCANDALの20枚目のシングル。2014年11月19日にエピックレコードジャパンから発売された。

## 概要
アルバム『HELLO WORLD』の先行シングル。
初回仕様限定盤には「別冊・超SCANDAL」フォトブックが封入されている。

## 収録曲
1. Image [4:31]
作詞・作曲：MAMI　編曲：川口圭太
2. ないないNight 2014 [2:49]
作詞・作曲：TOMOMI　編曲：SCANDAL
3. Image (Instrumental)